# Roswitha van der Zander
Roswitha van der Zander (* 29. September 1953 in Viersen) ist eine deutsche Bildhauerin und Zeichnerin.

## Leben
Roswitha van der Zander studierte von 1974 bis 1979 an der Staatlichen Akademie Karlsruhe bei Horst Egon Kalinowski, Hans Kindermann, Wilhelm Loth und Hiromi Akiyama. Seit dem Abschluss des Studiums mit dem Staatsexamen arbeitet sie als freiberufliche Künstlerin. Sie lebte und arbeitete in Karlsruhe und Düsseldorf, seit 2014 in Neustadt an der Weinstraße.

## Werke
Roswitha van der Zander orientiert sich in ihrem Werk nicht an aktuellen Kunstmarkttrends. sondern verfolgt einen eigenständigen Weg. Ihre Bildhauerarbeiten sind eine gute Mischung konstruktiver Gedanken in wirklichkeitsbezogene sowie abstrakte Elemente umgesetzt. In ihren Frühwerken konfrontiert sie den Betrachter ihrer Mann-Frau-Darstellungen entgegen der traditionellen Rolle unserer Gesellschaft mit der Perspektive des weiblichen Bewusstseins in der unverblümten erotischen Sichtweise. Später dominieren in ihrer Arbeit organische und architektonische Abstraktionen und die Strenge der Form wird auf das Wesentliche bezogen. Handwerklich anspruchsvoll verarbeitet sie vorwiegend traditionelle Materialien wie Holz, Gips und Ton. Neben der Bildhauerei existiert auch ein umfangreiches zeichnerisches und ein kleines malerisches Werk mit teilweise surrealen Aspekten.

## Ausstellungen
- 1977: Karlsruher Künstler, Badischer Kunstverein Karlsruhe
- 1978: Festhalle, Viersen
- 1978: Frauen sehen Frauen, Kreismuseum Syke
- 1979: Frauenausstellung, Kiliansmühle, Lünen
- 1980: Künstlerinnen stellen aus – zur Situation von Frauen, Künstlerhaus Karlsruhe
- 1980: Tag für Tag – Künstler als Gewerkschaftler, Künstlerhaus-Galerie, Karlsruhe
- 1981: Künstlerhaus-Galerie, Karlsruhe
- 1982: Ausstellung der Jahresgaben, Badischer Kunstverein, KA
- 1982: Die Arbeitswelt im Spiegel der bildenden Kunst, Künstlerhaus, KA
- 1982: Galerie Görlach, Walldorf – Einzelausstellung[3]
- 1982: Karlsruher Künstler, Hahnentorburg, Köln
- 1982: Karlsruher Künstler, Künstlerhaus-Galerie, Karlsruhe
- 1983: Galerie 2a, Viersen – Einzelausstellung[1]
- 1983: Jahresausstellung Düsseldorfer Künstler, Kunstpalast, Düsseldorf
- 1984: 50 Künstlerinnen aus Düsseldorf, Frauenmuseum Bonn
- 1984: Jahresausstellung Düsseldorfer Künstler, Kunstpalast
- 1984: Viersener Künstler, Städtische Galerie Viersen
- 1984: Wir- Einer- Andere, Villa Engelhard, Düsseldorf
- 1985: 50-Tage Ausstellung, Villa Engelhard, Düsseldorf
- 1985: C. Nöckel/R. Strach/R. van der Zander, Villa Engelhard, Düsseldorf[4]
- 1985: Jahresausstellung Düsseldorfer Künstler, Kunstpalast
- 1986: 14 Künstler der Arthotek, Werner-Jäger-Halle, Nettetal
- 1986: Bildhauerei – Fotographie, Villa Engelhard, Düsseldorf
- 1987: Jahresausstellung Düsseldorfer Künstler, Kunstpalast
- 1988: Kunstsalon Ruckes – Einzelausstellung
- 1988: Marché aux Flachs – Doppelausstellung mit Hannelore Otten
- 1989: Haus Flehe, Düsseldorf – Einzelausstellung
- 1989: Marché aux Flachs, Düsseldorf – Einzelausstellung
- 1990: Bilder der Arbeit, Universität Trier und Bundesanstalt für Arbeitsschutz, Dortmund, Ausstellung in der Tuchfabrik Trier
- 1990: Der weibliche Blick – Aktdarstellungen von Frauen, Haus Opherdicke, Unna
- 1990: Neuer Aachener Kunstverein – Einzelausstellung[5]
- 1996: FBZ-Galerie, Düsseldorf – Einzelausstellung
- 1996: Jahresausstellung Düsseldorfer Künstler, Kunstpalast
- 1996: Städtische Galerie Bad Waldsee – Einzelausstellung[6]
- 1997: Trinsenturm, Ratingen
- 2009: Bombe, galerie plan.d., Düsseldorf
- 2009: Die Hand, Galerie Bienchenhof, Hochstadt
- 2010: Galerie d-52, Düsseldorf
- 2011: Der Baum und das Holz, Galerie Bienchenhof
- 2012: Winterausstellung, BBK-Kunstforum, Düsseldorf
- 2013: 3. André Evard Preis, Ausstellung der Nominierten, kunsthalle messmer, Riegel am Kaiserstuhl
- 2013: Februart, BBK-Kunstforum, Düsseldorf
- 2013: Mahlzeit, Galerie1, Königswinter
- 2013: Parallel, RAUM FÜR KUNST OLGA, Wuppertal
- 2014: Hand und Fuß, BBK-Kunstforum, Düsseldorf
- 2014: Neu in Neustadt, Atelierausstellung – Einzelausstellung
- 2015: 60 zum 60., 60 Darstellungen des gleichen Modells, Junges Forum Kunst Siegburg e.V. (Kunsthalle Siegburg)
- 2015: Erschaffe dich selbst, Kunstverein Neustadt, Neustadt a.d. Weinstr.
- 2015: Format KLEIN, Künstlerhaus Karlsruhe
- 2015: Künstler des Kunstvereins Neustadt, Saalbau-Galerie, Neustadt a. d. Weinstr.
- 2015: Neu im BBK, Galerie des BBK-RLP, Mainz
- 2016: 60+ Modell, Galerie Bauchhund, Berlin
- 2016: Babylon – Wunder, Wahn und Wirklichkeit, Ausstellung der Nominierten zum Kunstpreis der Rosenheim-Stiftung, RAR-Galerie Spijkenisse, NL
- 2016: Der weibliche Blick, 5 Künstlerinnen, Herrenhof Neustadt-Mußbach
- 2016: Künstler des Kunstvereins Neustadt, Saalbau-Galerie Neustadt a. d. Weinstr.
- 2016: Sommer, Mitgliederausstellung BBK-Karlsruhe, Künstlerhaus Karlsruhe
- 2017: Kunst auf öffentlichen Flächen – Minfeld
- 2017: Künstlerhaus Karlsruhe – Doppelausstellung mit Beatemarie Busch
- 2017: Mitgliederausstellung, Kunstverein Neustadt, Neustadt a. d. Weinstr.
- 2017: Wachstum, Künstlerhaus Karlsruhe

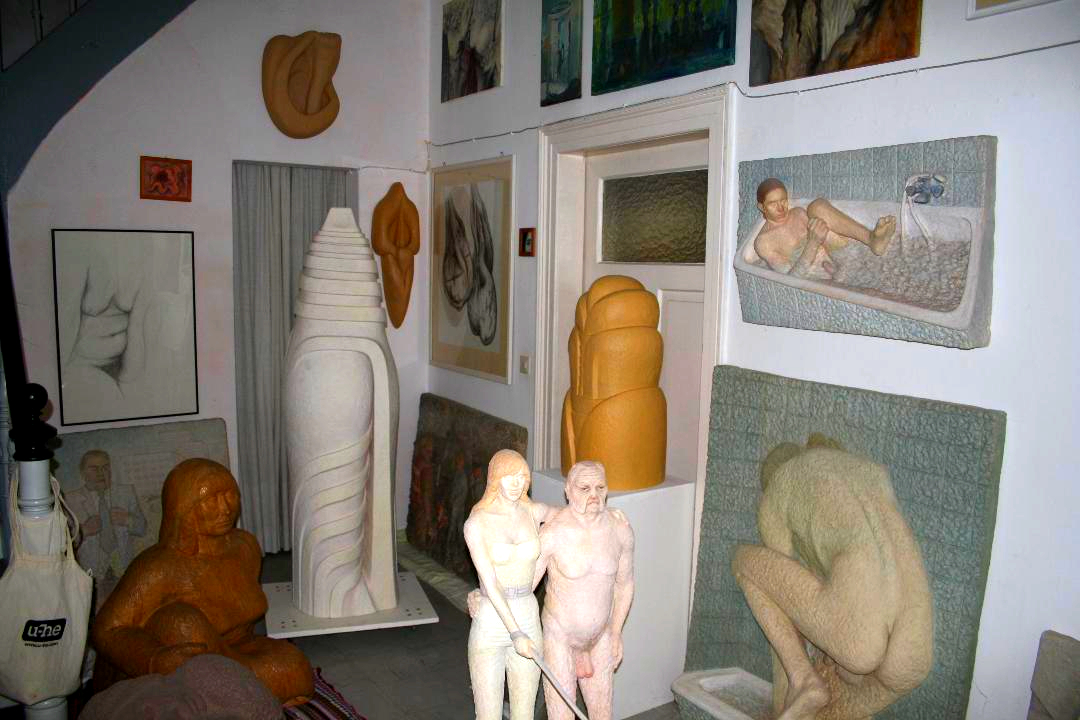